# Karin Mayr-Krifka
Karin Mayr-Krifka, född den 4 juni 1971, är en österrikisk före detta friidrottare som tävlade i kortdistanslöpning.
Mayr-Krifka främsta meriter har kommit vid inomhus mästerskap. Hon har två gånger blivit silvermedaljör vid inomhus-EM på 200 meter. Dessutom blev hon bronsmedaljör vid inomhus-VM 2004 i Budapest.
Utomhus har hon deltagit vid två olympiska spel nämligen 2000 och 2004. Som längst har hon tagit sig till kvartsfinal vilket hon gjorde vid OS 2004 både på 100 och 200 meter. Vid EM 2002 i München tog hon sig till final på 200 meter och slutade sexa. 

## Personliga rekord
- 100 meter - 11,15
- 200 meter - 22,70